# フィンランド銀行
フィンランド銀行（フィンランドぎんこう、芬: Suomen Pankki 典: Finlands Bank）はフィンランドの中央銀行。世界で4番目に古い中央銀行である。

## 歴史
フィンランド銀行は1812年3月1日、ロシア皇帝アレクサンドル1世によってトゥルクで設立され、のち1819年にヘルシンキに移設された。ユーロがフィンランドに導入される1999年まで、フィンランド銀行はフィンランド・マルッカの発行・調整を行っていた。

## 業務
フィンランド銀行はフィンランドの中央銀行であり、また欧州中央銀行制度にも参加している。さらにフィンランドの通貨政策を司る機関であり、通貨供給と外貨準備の責任を負っている。
フィンランド銀行はフィンランド政府が所有し、また議会の監督理事会と銀行内の機関である役員会を通じてフィンランド議会が監督している。役員会はフィンランド銀行の業務を担当し、監督理事会はフィンランド銀行の運営や活動、その他の法令上の義務などについて監督している。フィンランド銀行は1998年に定められた同銀行法の下で運営されている。
フィンランド銀行にはヘルシンキ、クオピオ、タンペレ、オウル、トゥルクに地域支部がある。
フィンランド銀行の長は総裁であり、総裁は役員会において議事進行を務める。